# Coupe d'Asie du Sud de football 1995
Navigation
Pakistan 1993 Népal 1997
La Coupe d'Asie du Sud de football 1995 est la 2e édition de la compétition de football opposant les équipes des pays et territoires situés en Asie du Sud. Elle est organisée par la Fédération d'Asie du Sud de football (SAFF).
Cinq équipes prennent part à la compétition, après le forfait de l'équipe des Maldives. Les équipes sont réparties en 2 poules et les 2 premiers de chaque poule se qualifient pour la phase finale, jouée en demi-finales et finale sur match simple.
C'est le Sri Lanka, pays hôte du tournoi, qui remporte la compétition pour la première fois en battant en finale l'Inde, le tenant du titre, après un but en or.

## Équipes participantes
- Sri Lanka (Pays organisateur)
- Pakistan
- Inde
- Népal
- Bangladesh
- Maldives - Forfait

## Compétition

### Groupe A
| Classement |            |     |   |   |   |   |    |    |      |
|            | Équipe     | Pts | J | G | N | P | BP | BC | Diff |
| 1          | Bangladesh | 3   | 2 | 1 | 0 | 1 | 2  | 1  | +1   |
| 2          | Népal      | 3   | 2 | 1 | 0 | 1 | 2  | 2  | 0    |
| 3          | Pakistan   | 3   | 2 | 1 | 0 | 1 | 1  | 2  | -1   |

| 25 mars | Bangladesh | 0 | 1 | Pakistan |
| 27 mars | Bangladesh | 2 | 0 | Népal    |
| 29 mars | Népal      | 2 | 0 | Pakistan |

### Groupe B
| Classement final |                  |     |   |   |   |   |    |    |      |
|                  | Équipe           | Pts | J | G | N | P | BP | BC | Diff |
| 1                | Sri Lanka        | 1   | 1 | 0 | 1 | 0 | 2  | 2  | 0    |
| 2                | Inde             | 1   | 1 | 0 | 1 | 0 | 2  | 2  | 0    |
| 3                | Maldives forfait |     |   |   |   |   |    |    |      |

| 29 mars | Sri Lanka | 2 | 2 | Inde |

- Le Sri Lanka termine premier de la poule après tirage au sort.

### Tableau final
|  | Demi-finales     | Demi-finales     |      |   | Finale | Finale |
|  | Demi-finales     | Demi-finales     |      |   | Finale | Finale |
|  |                  |                  |      |   |        |        |
|  |                  |                  |      |   |        |        |
|  |                  |                  |      |   |        |        |
|  | Bangladesh       | 0 (2)            |      |   |        |        |
|  | Bangladesh       | 0 (2)            |      |   |        |        |
|  | Inde t.a.b.      | 0 (4)            |      |   |        |        |
|  | Inde t.a.b.      | 0 (4)            | Inde | 0 |        |        |
|  |                  |                  | Inde | 0 |        |        |
|  |                  | Sri Lanka b.e.o. | 1    |   |        |        |
|  | Sri Lanka b.e.o. | Sri Lanka b.e.o. | 1    | 2 |        |        |
|  | Sri Lanka b.e.o. |                  |      | 2 |        |        |
|  | Népal            | 1                |      |   |        |        |
|  | Népal            | 1                |      |   |        |        |

#### Demi-finales
| 31 mars 1995 | Inde            | 0 - 0 | Bangladesh | Colombo |  |
|              |                 |       |            |         |  |
|              | Tirs au but 4-2 |       |            |         |  |

| 31 mars 1995 | Sri Lanka          | 2 - 1 b.e.o. | Népal          | Colombo |  |
|              | Buteurs inconnus , |              | Buteur inconnu |         |  |

#### Finale
| 2 avril 1995 | Sri Lanka    | 1 - 0 b.e.o. | Inde | Colombo |
|              | Wellage 108e |              |      |         |

| Coupe d'Asie du Sud 1995 Vainqueur Sri Lanka Premier titre |